# Armenski koledar
Armenski koledar je koledar, ki se je tradicionalno uporabljal v Armeniji, predvsem v srednjem veku.
Armenski koledar temelji na nespremenljivi dolžini leta 365 dni. Ker je sončno leto dolgo približno 365,25 dni in ne 365 dni, se je razlika  med armenskim in  julijanskim koledarjem počasi večala in se po 1461 koledarskih letih odmaknila od julijanskega koledarja za eno leto (glej Sotski cikel). Z armenskim letom 1461 (gregorijansko in julijansko leto 2011) se je prvi sotski cikel zaključil in armenski koledar se je od julijanskega odmaknil za eno leto. 
Leta 352 n. št.  so bile v Armeniji uvedene tabele, ki jih je sestavil Andrej iz Bizanca za določanje verskih praznikov. Ko so bile te tabele 11. julija 552 (julijanski koledar) izčrpane, je bil uveden armenski koledar.
Leto  armenskega koledarja se je začelo  11. julija 552 po julijanskem koledarju. Armensko leto 1462 (prvo leto drugega cikla) se je začelo 11. julija 2012 po julijanskem koledarju (po gregorijanskem koledarju 24. julija 2012).
Analitični izraz armenskega datuma vključuje starodavna imena dni v tednu, krščanska imena dni v tednu in dni v mesecu in zapis datuma v obliki dan/mesec/leto po letu 552 n. št. in verske praznike.
Armenski koledar je razdeljen na 12 mesecev po 30 dni, plus dodatnih (epagomenalnih) pet dni, imenovanih aweleacʿ (dobesedno "odvečni"). Leta so običajno zapisana v armenskih številkah, ki so črke armenske abecede, pred katerimi je okrajšava ԹՎ (t’vin), kar pomeni "v letu". Zapis ԹՎ ՌՆԾԵ, na primer, pomeni "leto 1455".

## Meseci
Armenska imena mesecev kažejo na vpliv zaratustrskega koledarja in kartvelski vpliv na ime 2. in 3. meseca. Za prečrkovanje imen obstajata dva sistema. V naslednji preglednici so imena prečrkovana po sistemu Hübschmann-Meillet-Benveniste.
| #  | Armensko | Prečrkovano | Pomen           | Etimologija/opombe                                                                                       |
| -- | -------- | ----------- | --------------- | --- |
| 1  | նաւասարդ | nawasard    | novo leto       | avestansko *nava sarəδa                                                                                  |
| 2  | հոռի     | hoṙi        | dva             | iz gruzinskega ორი (ori), kar pomeni "dva"                                                               |
| 3  | սահմի    | sahmi       | tri             | iz gruzinskega სამი (sami), kar pomeni "tri"                                                             |
| 4  | տրէ      | trē         |                 | zaratustrsko tïr                                                                                         |
| 5  | քաղոց    | kʿałocʿ     | mesec pridelkov | iz staroarmenskega քաղեմ (kʿałem), kar pomeni "pobirati", iz praindoevropskega *kʷl̥-                     |
| 6  | արաց     | aracʿ       | čas žetve       | iz staroarmenskega արաց (aracʿ), kar pomeni "čas žetve", "čas obiranja grozdja/sadja"                    |
| 7  | մեհեկան  | mehekan     | praznik Mitre   | iransko *mihrakān-, zaratustrsko Mitrō                                                                   |
| 8  | արեգ     | areg        | mesec sonca     | iz staroarmenskega արեւ (arew), lar pomeni "sonce", iz praindoevropskega *h₂rew-i-, ki tudi pomeni sonce |
| 9  | ահեկան   | ahekan      | praznik ognja   | iransko *āhrakān-, zaratustrsko Ātarō                                                                    |
| 10 | մարերի   | mareri      | pol leta        | avestansko maiδyaīrya, zaratustrsko Dīn                                                                  |
| 11 | մարգաց   | margacʿ     |                 | |
| 12 | հրոտից   | hroticʿ     |                 | pahlavi *fravartakān, zaratustrsko Spendarmat̰                                                            |
| 13 | աւելեաց  | aweleacʿ    | odvečen         | prestopni mesec                                                                                          |

## Dnevi
Dnevi armenskega koledarja se niso številčili, ampak so imeli svoja imena. Nekatera se najdejo tudi v avestanskih koledarji. Zaratustrski vpliv je očiten v petih imenih:
| #  | Ime       | Armensko besedilo | Pomen/izhajanje                                            |
| -- | --------- | ----------------- | ---------------------------------------------------------- |
| 1  | Areg      | Արէկ              | sonce                                                      |
| 2  | Hrand     | Հրանդ             | zemlja, pomešana z ognjem                                  |
| 3  | Aram      | Արամ              |                                                            |
| 4  | Margar    | Մարգար            | prerok                                                     |
| 5  | Ahrank’   | Ահրանկ            | na pol zgorel                                              |
| 6  | Mazdeł    |                   |                                                            |
| 7  | Astłik    | Աստղիկ            | Astłik                                                     |
| 8  | Mihr      | Միհր              | Mihr (armensko božanstvo)                                  |
| 9  | Jopaber   |                   | bučen, hrupen                                              |
| 10 | Murç      | Մուրց             | triumf                                                     |
| 11 | Erezhan   |                   | puščavnik                                                  |
| 12 | Ani       | Անի               | ime mesta                                                  |
| 13 | Parkhar   |                   |                                                            |
| 14 | Vanat     | Վանատ             | gostitelj, samostanski duhovnik                            |
| 15 | Aramazd   | Արամազդ           | Aramazd                                                    |
| 16 | Mani      | Մանի              | začetek                                                    |
| 17 | Asak      | Ասակ              | brez začetka                                               |
| 18 | Masis     | Մասիս             | gora Ararat                                                |
| 19 | Anahit    | Անահիտ            | Anahita (armenska boginja)                                 |
| 20 | Aragac    | Արագած            | gora Aragac                                                |
| 21 | Gorgor    |                   | ime gore                                                   |
| 22 | Kordvik   |                   | 6. provinca Velike Armenije                                |
| 23 | Tsmak     | Ծմակ              | vzhodni veter                                              |
| 24 | Lusnak    | Լուսնակ           | polmesec                                                   |
| 25 | Tsrōn     |                   | razkropitev                                                |
| 26 | Npat      | Նպատ              | Apam Napat                                                 |
| 27 | Vahagn    | Վահագն            | zaratustrsko Vahrām, avestansko Verethragna, ime 20. dneva |
| 28 | Sim       | Սիմ               | gora                                                       |
| 29 | Varag     | Վարագ             | ime gore                                                   |
| 30 | Gišeravar |                   | zvezda Večernica                                           |

## Praznika
- Navasard  (novo leto)
- Vardavar